# La Jonchère
La Jonchère település Franciaországban, Vendée megyében. Lakosainak száma 483 fő (2022. január 1.). La Jonchère Angles, Le Bernard, Le Givre, Saint-Benoist-sur-Mer és Saint-Cyr-en-Talmondais községekkel határos.

## Népesség
A település népességének változása:
| Lakosok száma | 411  | 430  | 447  | 450  | 460  | 461  | 463  | 468  | 483  |
|               | 2013 | 2015 | 2016 | 2017 | 2018 | 2019 | 2020 | 2021 | 2022 |